# Stictoscarta amazonensis
Stictoscarta amazonensis är en insektsart som beskrevs av Young 1968. Stictoscarta amazonensis ingår i släktet Stictoscarta och familjen dvärgstritar.
Artens utbredningsområde är Colombia. Inga underarter finns listade i Catalogue of Life.